# 小行星6582
小行星6582（6582 Flagsymphony）是一颗绕太阳运转的小行星，为主小行星带小行星。该小行星于1981年11月5日发现。

## 轨道参数
小行星6582的轨道半长轴为2.7789074 UA，离心率为0.289。